# فندقی روشن
فندقی روشن (به انگلیسی: Fawn) یکی از رنگ‌ها و به صورت قهوه‌ای مایل به زرد است.